# Песков, Николай Петрович
Николай Петрович Песков (1880, Москва — 1940, Москва) — российский и советский химик и физик, профессор.

## Биография
Родился в 1880 году в Москве. Окончил гимназию и поступил в Московское высшее техническое училище (МВТУ), однако вскоре из-за проблем со здоровьем получил запрет на работу в химических лабораториях.
После этого переехал в Германию, поступил в Лейпцигский университет, овладел немецким языком, но вновь столкнулся с проблемами со здоровьем и университет не окончил. Переехал в Мюнхен, где поступил в Мюнхенский университет и там изучал математику, философию, живопись. Начал писать картины, и участвовал со своими полотнами на ряде выставок.
Параллельно с живописью занимался философией и математикой. В 1908 году в журнале «Вопросы философии и психологии» был напечатан его первый научный труд «Научный субъективизм и его опасность в экспериментальной психологии».
В 1910 году получил медицинское разрешение на занятия в химических лабораториях и поступил на Бреславский университет (ныне Вроцлавский университет), через 2 года защитил диссертацию о кинетике химических реакций. Стал работать преподавателем.
Работал в Варшавском, Московском, Омском университетах. В 1920 году был избран профессором кафедры общей химии Иваново-Вознесенского политехнического института (ИвПИ). Вскоре стал деканом химического факультета и проректором вуза по научной работе.
С 1923 по 1940 год работал в Московском химико-технологическом институте (МХТИ) им. Д. И. Менделеева, на должности заведующего кафедрой физической и коллоидной химии. Параллельно занимался исследовательской деятельностью в Центральном НИИ кожевенной промышленности, в Государственном НИИ охраны труда.
В 1936 году он создал кафедру физической химии в Промышленной академии им. И. В. Сталина и заведовал до самой смерти.

## Научные интересы
Научные интересы ученого были сосредоточены вокруг экспериментальных исследований коллоидных систем, в том числе связанные с решением производственных задач, а также выполнением целого ряд теоретических работ, посвященных рассмотрению и уточнению основных понятий коллоидной химии.
Он впервые ввел понятие об агрегативной (как устойчивости системы к слипанию частиц) и седиментационной устойчивости (как устойчивости системы к оседанию частиц) дисперсных систем. Объяснил механизм стабилизации лиофобных золей под действием коагулянтов. Вывел дифференциальное уравнение скорости растворения коллоидных частиц (диссолюции). Открыл явления барофореза (1923), хемотаксиса (1928), а также вынужденного синерезиса в студнях (1924).
Является автором большого количества научных работ и учебных пособий. Его учебное пособие «Физико-химические основы коллоидной науки» на протяжении нескольких десятилетий являлось основным для всех студентов изучавших коллоидную химию в СССР.
Похоронен на Новодевичьем кладбище (Колумбарий, секция 15).

## Избранные труды
- «Раствор, суспензия, коллоид. Теоретическое и экспериментальное исследование», «Известия Иваново-вознесенского политехнического института», 1922, № 6, 1923, т. 7, вып. 1
- «Физико-химические основы коллоидной науки» (2 изд., 1934)
- «Курс коллоидной химии» (2 изд., 1948; совместно с Е. М. Александровой-Прейс).